# Corbera
Corbera – gmina w Hiszpanii, w prowincji Walencja, we wspólnocie autonomicznej Walencja, o powierzchni 20,27 km². W 2011 roku liczyła 3304 mieszkańców.